# Futaba (Yamanashi)
Pour les articles homonymes, voir Futaba.
Futaba (双葉町, Futaba-chō) est un ancien bourg du district de Kitakoma, dans la préfecture de Yamanashi, au Japon.

## Démographie
La population de Futaba était de 13 483 habitants, en 2003.

## Histoire
Le 1er septembre 2004, Futaba fusionne avec les bourgs de Ryūō (竜王町) et de Shikishima (敷島町), tous deux du district de Nakakoma, pour former la ville de Kai (甲斐市) et cesse dès lors d'exister. La nouvelle ville porte le nom de l'ancienne province de Kai.

## Liens
- Notices d'autorité :   - VIAF
  - Japon